# Birdie Rocks
Die Birdie Rocks (frei übersetzt Vogelfelsen) sind eine Gruppe von Rifffelsen vor dem westlichen Ende Südgeorgiens. Sie liegen südlich des Undine Harbor zwischen dem Begg Point und den Saluta Rocks.
Der Name dieser Formation erscheint erstmals auf einer Landkarte der britischen Admiralität aus dem Jahr 1929.